# Качањ
Качањ је ненасељено мјесто у општини Билећа, Република Српска, БиХ. Према попису становништва из 1991. у насељу је живјело 24 становника. На попису становништва 2013. године, према подацима Агенције за статистику Босне и Херцеговине пописано је 0 становника.

## Становништво
| Националност       | 1991. | 1981. | 1971. | 1961. |
| Срби               | 24    | 37    |       |       |
| остали и непознато |       |       |       |       |
| Укупно             | 24    | 37    | '     | '     |

| Демографија | Демографија | Демографија |
| Година      | Становника  | Становника  |
| ----------- | ----------- | ----------- |
| 1961.       | 42          |             |
| 1971.       | 43          |             |
| 1981.       | 37          |             |
| 1991.       | 24          |             |

## Знамените личности
- Јевстатије Гаћиновић (Душан) (Качањ/Мека Груда код Билеће, 5. X/XI 1844 — манастир Добрићево код Билеће, 25. V 1923), игуман и архимандрит СПЦ
- Владимир Гаћиновић, српски књижевник и револуционар
- Војислав Гаћиновић (Качањ, 1896 — Београд, 19. децембар 1980), српски народни посланик, уредник и свештеник СПЦ